# لويجي سيموني
لويجي «جيجي» سيموني (بالإيطالية: Luigi Simoni)‏ (من مواليد 22 يناير 1939) هو لاعب ومدرب كرة قدم إيطالي سابق، لعب للعديد من الأندية الإيطالة مثل يوفنتوس ونادي نابولي. كذلك درب العديد من الأندية الأوربية مثل نادي جنوى ونادي نابولي ونادي إنتر ميلان.
كان أبرز تلك الأندية التي دربها هو إنتر ميلان الإيطالي، حيث فاز معهم بلقب كأس الاتحاد الأوروبي في عام 1998.